# Polystyren
Polystyren (viết tắt và thường gọi là PS) là một loại nhựa nhiệt dẻo, được tạo thành từ phản ứng trùng hợp styren. Công thức cấu tạo của polystyren là (̵CH[C6H5]-CH2)̵n.

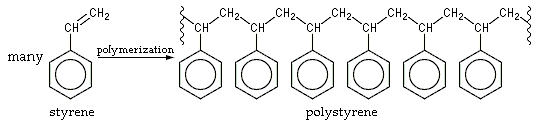
Phản ứng tổng hợp Polystiren

## Lịch sử khám phá và sử dụng PS
Polystyren được biết đến năm 1845 khi đốt nóng styren trong ống thủy tinh ở nhiệt độ 200 °C, tổng hợp được nhờ nhiệt phân các hydrocarbon thì loại nhựa này mới được tập trung nghiên cứu. Sản phẩm monostyren dạng thương mại được đưa ra năm 1925. Nhưng PS chỉ được tổng hợp năm 1937.

## Tính chất vật lý
PS là loại nhựa cứng trong suốt, không có mùi vị, khi cháy cho ngọn lửa không ổn định. PS không màu và dễ tạo màu, hình thức đẹp, dễ gia công bằng phương pháp ép và ép phun (nhiệt độ gia công vào khoảng 180–200 ℃).

## Độ hòa tan
PS hòa tan trong carbide hydro thơm, carbide hydro clo hóa, aceton. PS không hòa tan trong carbide hydro mạch thẳng, rượu thấp (rượu có độ rượu thấp), ete, phenol, axit acetic và nước.
PS bền vững trong các dung dịch kiềm, axit sulfuric, photphoric và boric với bất kỳ nồng độ nào. Bền với axit clohydric 10–36%, axit acetic 1–29%, axit formic 1–90% và các axit hữu cơ khác. Ngoài ra PS còn bền với xăng, dầu thảo mộc và các dung dịch muối. Axit nitric đậm đặc và các chất oxy hóa khác sẽ phá hủy PS.

## Tính chất cơ học
Tính chất cơ học của PS phụ thuộc vào mức độ trùng hợp. PS có trọng lượng phân tử thấp rất giòn và có độ bền kéo thấp. Trọng lượng phân tử tăng lên thì độ bền cơ và nhiệt tăng, độ giòn giảm đi. Nếu vượt quá mức độ trùng hợp nhất định thì tính chất cơ học lại giảm.
Giới hạn bền kéo sẽ giảm nếu nhiệt độ tăng lên. Độ giãn dài tương đối sẽ bắt đầu tăng khi đạt tới nhiệt độ 80℃. Vượt quá nhiệt độ đó PS sẽ trở lên mềm và dính như cao su. Do đó PS chỉ được dùng ở nhiệt độ thấp hơn 80℃.
Một số tính chất cơ học của PS
| Khối lượng riêng          | 1,05–1,06     | g/cm³ |
| Độ bền                    |               |       |
| Khi kéo                   | 35–59         | N/mm² |
| Khi nén                   | 56–133        | N/mm² |
| Khi uốn                   | 80–112        | N/mm² |
| Modun đàn hồi kéo         | (2,8–3,5).10³ | N/mm² |
| Độ dai va đập             | 12–20         | KJ/m² |
| Độ cứng Brinel            | 140–160       | HB    |
| Nhiệt độ làm việc lâu dài | 70–75         | ℃     |